# アーリントンハイツ (イリノイ州)
アーリントンハイツ（Arlington Heights）は、アメリカ合衆国イリノイ州のクック郡にある村。人口は7万7676人（2020年）。シカゴの北西40キロメートルに位置している。村の一部はレイク郡に入っている。
アーリントンハイツはアーリントンパーク競馬場（2021年閉場）の所在地としても知られており、2002年にはブリーダーズカップが開催された。
日本企業の進出も多く、ミツワマーケットプレイスをはじめとする日本人駐在員向けの店舗も数多く存在し、アメリカ中西部におけるミニ日本人街を形成している。

## 地理
アーリントンハイツの座標は、北緯42度5分42秒 西経87度58分51秒 / 北緯42.09500度 西経87.98083度 (42.094976, -87.980873)である。
アメリカ合衆国統計局によると、アーリントンハイツは総面積42.6km² (16.4mi²) である。そのうち42.5km² (16.36mi²) が陸地であり、0.1 km² (0.04 mi²) が水域である。総面積の0.18%が水域となっている。

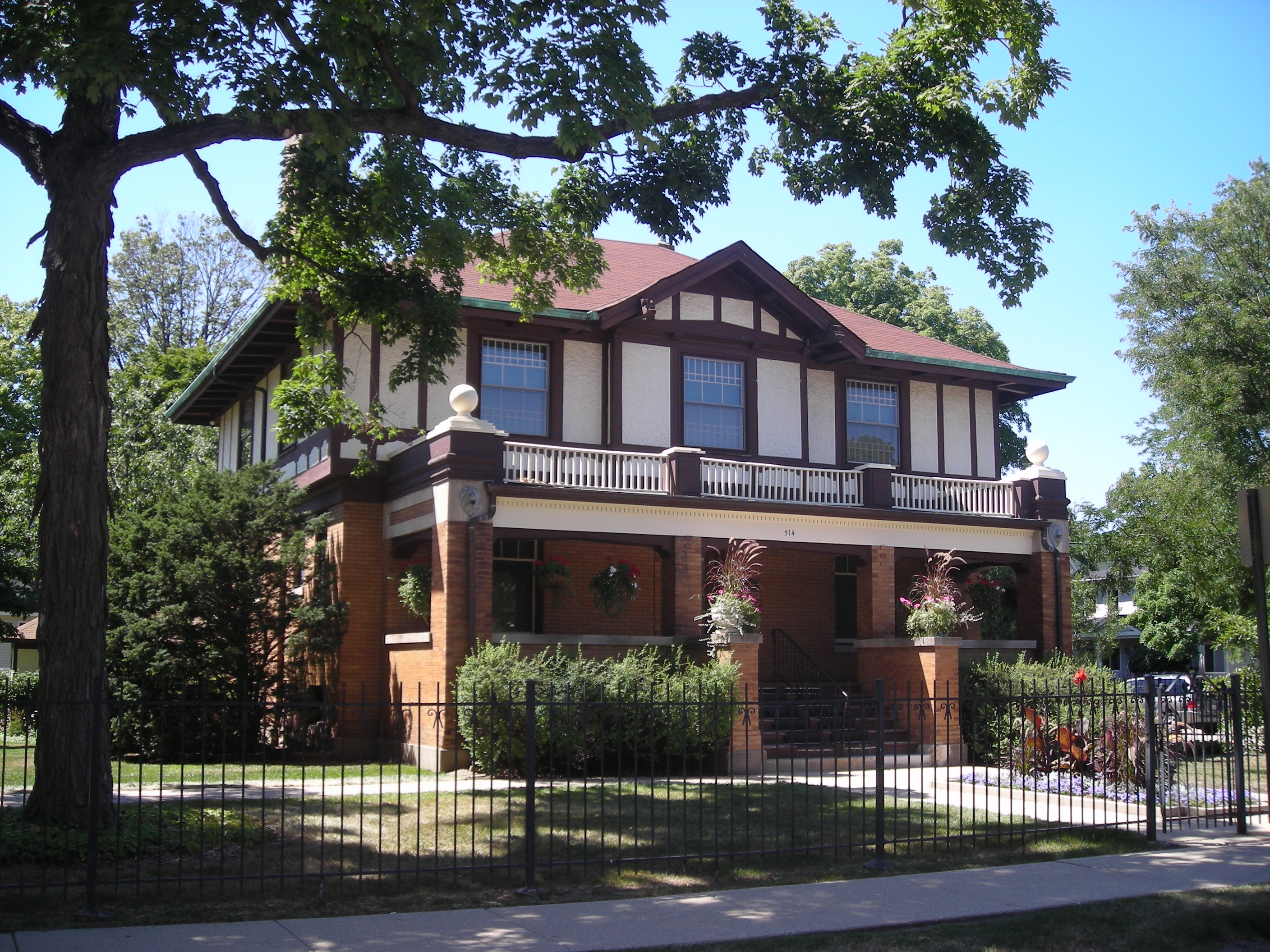
ナザニエル・ムーア・ハウス
（アメリカ合衆国国家歴史登録財）

## 人口動静
以下は2000年国勢調査における人口統計データを参照している。
基礎データ
- 人口: 76,031人
- 世帯数: 30,763世帯
- 家族数: 20,518家族
- 人口密度: 1,810.5人/km²（4,633.3人/mi²）
- 住居数: 132,715軒
- 住居密度: 11,933.3軒/km²（46.1軒/mi²）

人種別人口構成
- 白人: 90.56%
- アフリカ系アメリカ人:0.96%
- ネイティブ・アメリカン：0.08%
- アジア人: 5.98%
- 太平洋諸島系: 0.04%
- その他の人種: 1.19%
- ヒスパニック・ラテン系: 4.46%

世帯と家族
- 18歳未満の子供がいる: 29.2%
- 結婚・同居している夫婦: 58.4%
- 未婚・離婚・死別女性が世帯主: 6.3%
- 非家族世帯: 33.3%
- 単身世帯: 29.0%
- 65歳以上の老人1人暮らし: 11.5%
- 平均構成人数
  - 世帯: 2.44人
  - 家族: 3.05人

年齢別人口構成
- 18歳未満: 23.1%
- 18-24歳: 6.0%
- 25-44歳: 29.8%
- 45-64歳: 25.0%
- 65歳以上: 16.1%
- 年齢の中央値: 40歳
- 性比（女性100人あたり男性の人口）: 89.2

収入と家計
- 収入の中央値
  - 世帯: 67,807米ドル
  - 家族: 84,488米ドル
  - 性別
    - 男性: 59,162米ドル
    - 女性: 39,555米ドル
- 人口1人あたり収入: 33,544米ドル
- 貧困線以下
  - 対人口: 1.6%
  - 対家族数: 2.5%
  - 18歳未満: 2.0%
  - 65歳以上: 3.0%

## 教育

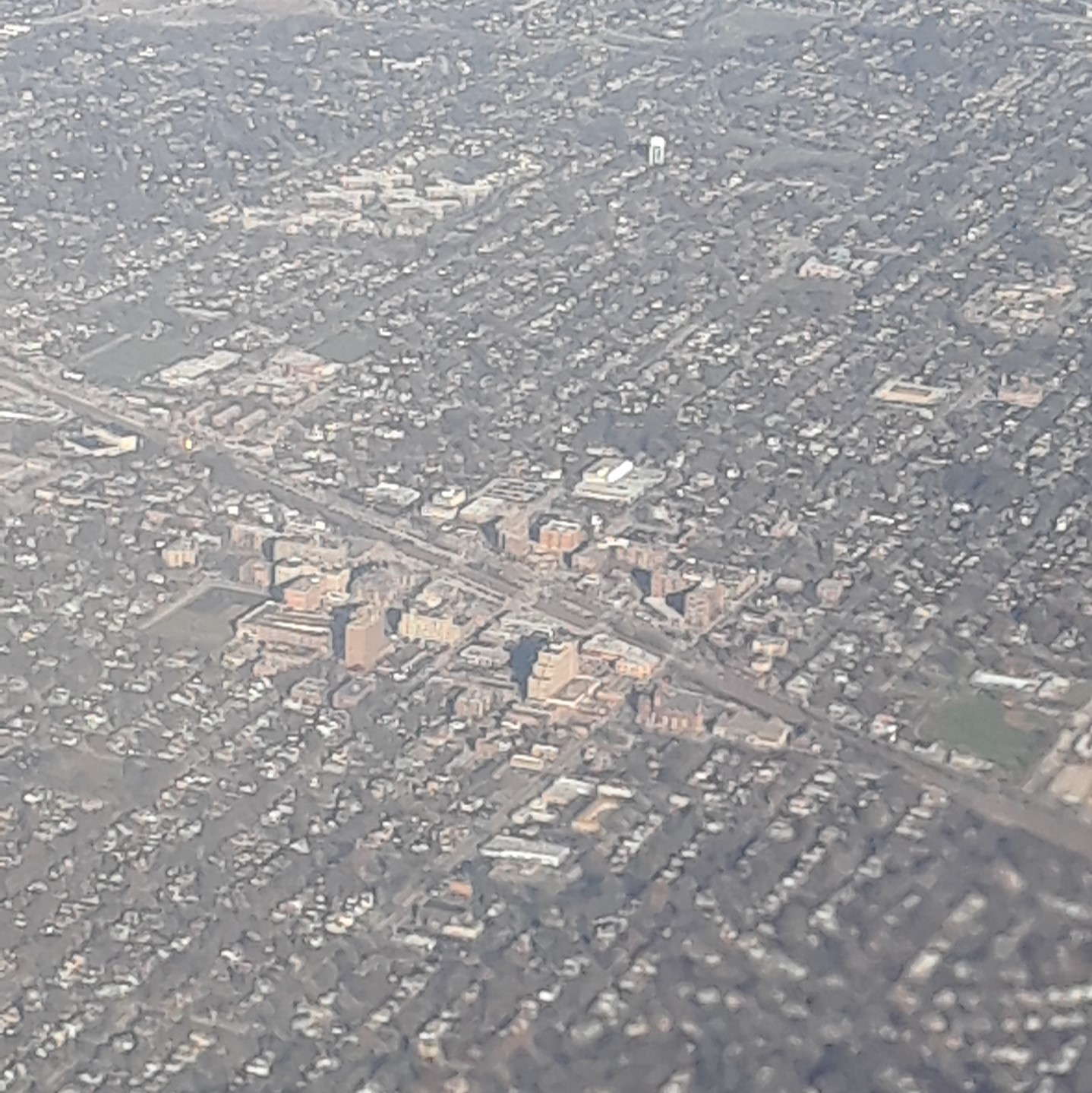
上空から

- シカゴ双葉会日本語学校

## 出身有名人
- ブライアン・マクブライド - サッカー選手
- ジョナサン・スペクター - サッカー選手
- マイク・マイヤーズ - メジャーリーグ投手
- クリストファー・ノインスキー - プロレスラー
- ジェニファー・モリソン - 女優（生まれはシカゴ）
- ジミー・ガロポロ - アメリカンフットボール選手